# Milesina hiratsukae
Milesina hiratsukae är en svampart som beskrevs av Morim. 1953. Milesina hiratsukae ingår i släktet Milesina och familjen Pucciniastraceae.   Inga underarter finns listade i Catalogue of Life.